# Carl Wurzinger
Carl Wurzinger, né en 1817 à Vienne et mort le 16 mars 1883 à Döbling, est un peintre autrichien.

## Biographie
Carl Wurzinger naît en 1817 à Vienne. Il est élève de l'Académie de Vienne à partir de 1832. Il poursuit ses études en Italie. Il vit à Rome de 1847 à 1856, où il épouse une italienne. En 1856, il est nommé professeur à l'Académie de Vienne.
Carl Wurzinger meurt le 16 mars 1883 à Döbling.